# Эстония 200
 Эстония 200 (Ээсти 200, эст. Eesti 200) — либеральная политическая партия Эстонии, основанная в ноябре 2018 года. Ранее, будучи политическим движением, впервые опубликовали свой манифест в газете Postimees 2 мая 2018 года. Авторами манифеста были Прийт Аламяэ, Индрек Нууме, Кюллике Саар, Кристина Каллас и Кристийна Тынниссон.  По их мнению цель Э200 состоит в привлечении внимания общественности к давним проблемам Эстонии, и продвижении их собственных решений и реформ.

## Политические цели
В манифесте движения авторы предлагают создать политическое движение, к которому могут присоединиться люди, которые хотят внести свой вклад в развитие Эстонии. Цель Э200 — развить идейную конкуренцию нынешним эстонским политическим партиям и давать смелые идеи по созданию лучшей Эстонии. Инициаторы движения хотят выйти за рамки одного избирательного цикла, потому что, по их мнению, это единственный способ построить 200-летнюю Эстонию.
Ключевые тезисы партии: личные свободы, прозрачность, ответственность каждого, инновации, амбиции и эстонский образ мысли.

## История
Как движение, Э200 было основано в 2017 году, когда формальные инициаторы начали собираться для обсуждения будущего Эстонии. При этом датой основания движения можно считать 2 мая 2018 года, дату публикации манифеста движения. Согласно опросам, проведённым Turu-uuringute AS перед парламентскими выборами, более 5% избирателей были готовы проголосовать за движение, что позволяло преодолеть процентный барьер и пройти в парламент.
30 мая 2018 года бывший губернатор Пылвамаа Игорь Таро был назначен региональным координатором.
7 июня инициаторы движения подтвердили, что исполнительным директором «Эстонии 200» станет Хенрик Рааве.
8 июня авторы манифеста зарегистрировали «Эстонию-200» в качестве некоммерческой организации.  Учредителями НКО стали инициаторы движения, в том числе Игорь Таро и Хенрик Рааве. Кристина Каллас была избрана главой совета НКО.
7 августа достоянием общественности стало, что Маргус Тсахкна, бывший лидер Pro Patria, собирается присоединиться к «Эстонии 200».
21 августа 2018 года движение решило сформировать партию и принять участие в предстоящих парламентских выборах в марте 2019 года.
3 ноября 2018 года движение стало партией, и Кристина Каллас была избрана его первым председателем.
По результатам парламентских выборов 2019 года партия набрала 4.5% голосов, не пройдя 5% барьер.
15 октября 2022 года на общем собрании председателем избран Лаури Хуссар.
По результатам парламентских выборов 2023 года получила 14 мест в Рийгикогу.

## Инициативы
В 2025 году партия предложила сократить число серопаспортников (60 000 лиц без гражданства в Эстонии).